# BMX aux Jeux olympiques d'été de 2012
Navigation
Pékin 2008 Rio de Janeiro 2016
Les épreuves de BMX des Jeux olympiques d'été de 2012 se déroulent les 8 au 10 août 2012 sur la piste de BMX, au nord du Parc Olympique, à Londres.

## Calendrier
| Calendrier des épreuves cyclistes | Calendrier des épreuves cyclistes | Calendrier des épreuves cyclistes | Calendrier des épreuves cyclistes | Calendrier des épreuves cyclistes | Calendrier des épreuves cyclistes | Calendrier des épreuves cyclistes | Calendrier des épreuves cyclistes | Calendrier des épreuves cyclistes | Calendrier des épreuves cyclistes | Calendrier des épreuves cyclistes | Calendrier des épreuves cyclistes | Calendrier des épreuves cyclistes | Calendrier des épreuves cyclistes | Calendrier des épreuves cyclistes | Calendrier des épreuves cyclistes | Calendrier des épreuves cyclistes | Calendrier des épreuves cyclistes | Calendrier des épreuves cyclistes |
| Juillet/août 2012                 | Juillet/août 2012                 | 27                                | 28                                | 29                                | 30                                | 31                                | 1                                 | 2                                 | 3                                 | 4                                 | 5                                 | 6                                 | 7                                 | 8                                 | 9                                 | 10                                | 11                                | 12                                |
| --------------------------------- | --------------------------------- | --------------------------------- | --------------------------------- | --------------------------------- | --------------------------------- | --------------------------------- | --------------------------------- | --------------------------------- | --------------------------------- | --------------------------------- | --------------------------------- | --------------------------------- | --------------------------------- | --------------------------------- | --------------------------------- | --------------------------------- | --------------------------------- | --------------------------------- |
| BMX                               | Pictogramme BMX                   |                                   |                                   |                                   |                                   |                                   |                                   |                                   |                                   |                                   |                                   |                                   |                                   |                                   |                                   | 2                                 |                                   |                                   |

|  | Jour de compétition |  | Jour de finale | 4 | Nombre de finales |

## Résultats
| Classement                          | Nom                   | Pays            | Temps          |
| ----------------------------------- | --------------------- | --------------- | -------------- |
| Médaille d'or, Jeux olympiques      | Māris Štrombergs      | Lettonie        | 37 s 576       |
| Médaille d'argent, Jeux olympiques  | Sam Willoughby        | Australie       | 37 s 929       |
| Médaille de bronze, Jeux olympiques | Carlos Oquendo        | Colombie        | 38 s 251       |
| 4                                   | Raymon van der Biezen | Pays-Bas        | 38 s 492       |
| 5                                   | Twan van Gendt        | Pays-Bas        | 44 s 744       |
| 6                                   | Andrés Jiménez        | Colombie        | 53 s 377       |
| 7                                   | Connor Fields         | États-Unis      | 1 min 3 s 033  |
| 8                                   | Liam Phillips         | Grande-Bretagne | 2 min 11 s 918 |

| Classement                          | Nom                   | Pays             | Temps    |
| ----------------------------------- | --------------------- | ---------------- | -------- |
| Médaille d'or, Jeux olympiques      | Mariana Pajón         | Colombie         | 37 s 706 |
| Médaille d'argent, Jeux olympiques  | Sarah Walker          | Nouvelle-Zélande | 38 s 133 |
| Médaille de bronze, Jeux olympiques | Laura Smulders        | Pays-Bas         | 38 s 231 |
| 4                                   | Laëtitia Le Corguillé | France           | 38 s 476 |
| 5                                   | Caroline Buchanan     | Australie        | 38 s 903 |
| 6                                   | Shanaze Reade         | Grande-Bretagne  | 39 s 247 |
| 7                                   | Magalie Pottier       | France           | 39 s 395 |
| 8                                   | Brooke Crain          | États-Unis       | 40 s 286 |

## Tableau des médailles
| Rang  | Nation           | Or | Argent | Bronze | Total |
| ----- | ---------------- | -- | ------ | ------ | ----- |
| 1     | Colombie         | 1  | 0      | 1      | 2     |
| 2     | Lettonie         | 1  | 0      | 0      | 1     |
| 3     | Australie        | 0  | 1      | 0      | 1     |
| 3     | Nouvelle-Zélande | 0  | 1      | 0      | 1     |
| 5     | Pays-Bas         | 0  | 0      | 1      | 1     |
| Total | Total            | 2  | 2      | 2      | 6     |